# Cameron Jerome
Cameron Zishan R. Jerome (14 de agosto de 1986) es un exfutbolista inglés que jugaba de delantero.

## Trayectoria
Jerome empezó su carrera en los equipos inferiores de Huddersfield Town, Grimsby Town, Sheffield Wednesday y Middlesbrough antes de firmar un contrato profesional con el Cardiff City en el verano de 2004. Rápidamente se hizo con un hueco en el once titular de Ninian Park y después de marcar 20 goles con el Cardiff City F.C. en la temporada 2005-06, fichó por el Birmingham City el 31 de mayo de 2006 por 3 millones de libras, potencialmente cuatro. Jerome debutó entrando como suplente en el minuto 66 de partido contra el Colchester United Football Club el 5 de agosto. Sin embargo, fue un debut para olvidar, ya que fue expulsado a los cinco minutos de entrar en el campo por dar un codazo en la cara a un rival. Marcó su primer gol con el Birmingham contra el Queens Park Rangers Football Club en Loftus Road el 12 de septiembre.
Jerome marcó su primer gol en la Premier League a los 32 segundos de partido contra el Derby County Football Club el 25 de agosto de 2007; su segundo gol en ese partido confirmó la primera victoria del Birmingham en la temporada 2007-2008. En julio de 2009, firmó un nuevo contrato de cinco años con el club. Jerome marcó un primer gol espectacular en la temporada 2009-2010 que colocó a su equipo con una ventaja de 2–1 contra el Liverpool, descrito como "el tipo de gol que sólo los jugadores como Gerrard pueden marcar en Anfield"; mantuvo a raya a Javier Mascherano "antes de soltar un rayo desde 30 yardas que voló más allá del alcance de Reina y entró justo por debajo del larguero".
El 31 de agosto de 2011, el último día de transferencias, Jerome firmó un contrato de 4 años con el Stoke City por 4 millones de libras, debido al descenso del Birmingham City.

## Selección nacional
Fue internacional con la selección de fútbol sub-21 de Inglaterra en diez ocasiones.

## Clubes
| Club                          | País       | Año       |
| ----------------------------- | ---------- | --------- |
| Middlesbrough F. C.           | Inglaterra | 2003-2004 |
| Cardiff City F. C.            | Gales      | 2004-2006 |
| Birmingham City F. C.         | Inglaterra | 2006-2011 |
| Stoke City F. C.              | Inglaterra | 2011-2014 |
| Crystal Palace F. C. (cedido) | Inglaterra | 2013-2014 |
| Norwich City F. C.            | Inglaterra | 2014-2018 |
| Derby County F. C.            | Inglaterra | 2018      |
| Göztepe S. K.                 | Turquía    | 2018-2020 |
| Milton Keynes Dons F. C.      | Inglaterra | 2020-2021 |
| Luton Town F. C.              | Inglaterra | 2021-2023 |
| Bolton Wanderers F. C.        | Inglaterra | 2023-2024 |

## Palmarés

### Títulos nacionales
| Título     | Club                   | País       | Año  |
| ---------- | ---------------------- | ---------- | ---- |
| EFL Trophy | Bolton Wanderers F. C. | Inglaterra | 2023 |